# Olento
Albums de Ø (Mika Vainio)
Metri
(1994) Onko
(1997)
Olento est le deuxième album solo du créateur finlandais de musique électronique Mika Vainio, publié sous son identité Ø. Enregistré durant l'été 1995, ce disque fait suite à l'album Metri sorti en 1994.

## Rééditions
Une réédition au format double-vinyle est éditée par Sähkö en 2019.

## Liste des morceaux
1. Oleva – 2:43
2. Stratostaatti – 7:06
3. Kunnes – 1:17
4. Ohipumppu – 4:10
5. Kaskaat – 4:44
6. Olento – 0:50
7. Mugwumb – 6:24
8. Throb-S – 2:47
9. Tutkamaa – 5:01
10. Hallitaajuus – 2:54
11. Tila – 9:32
12. Toisaalla – 1:06
13. Ilta – 6:36
14. Mennyt – 0:43